# Tulcán

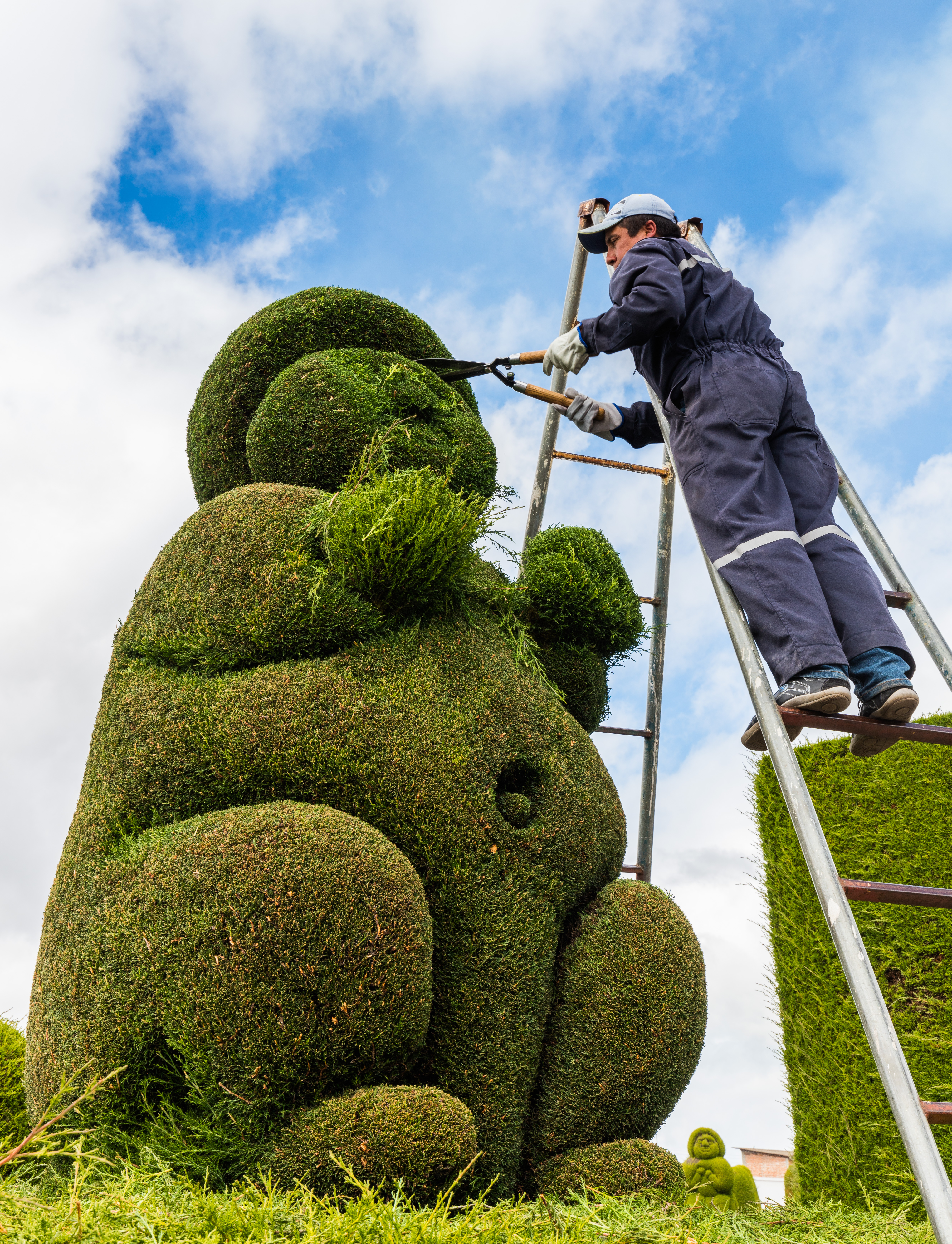
Tulcán.

Tulcán este un oraș din Ecuador.